# Jae Park
Park Jae-Hyung (Koreansk: 박재형; født 15. september 1992), bedre kendt som Jae, er en sydkoreansk sanger, sangskriver og rapper. Han er vokalist og elektrisk guitarist i det sydkoreanske rockband Day6.
Park er et stort idol i K-pop-industrien.

## Opvækst og tidlige liv
Park blev født i Buenos Aires, Argentina, men taler ikke spansk. Han flyttede til Californien med sin familie, da han var fem år. Samme år tog de til Sydkorea og tilbragte to år der.
Park gik i Cerritos High School, hvor han startede en debatklub. Han startede også en YouTube-kanal ved navn yellowpostitman, som han senere stoppede.
Efter high school studerede han på California State University, Long Beach, hvor han studerede statskundskab.
Park har en storesøster.

## Karriere
Park studerede statskundskab, indtil han gik igennem alle auditions for tv-showet K-pop Star og flyttede til Sydkorea.
Park blev elimineret fra tv-showet 1. april 2012 og nåede top 6. Bagefter skrev han en kontrakt med JYP-Entertainment.
Park kom i JYPs første rockband Day6. Bandet debuterede den 7. september 2015 med deres mini album ’The Day’ med titelsangen ’Congratulations’. Bandet består af, udover Park Jae-hyung, Park Sung Jin, Kang Young Hyun, Kim Won Pil og Yoon Do Woon. Day6 har udgivet fem albummer. Park er vokalist og rapper i bandet. Han er den ældste og gruppens ansigt udadtil.
Den 28. juni 2016 blev han mic controller på tv-showet After School Club, hvor han stoppede den 17. juli 2018.

## Privat
Park startede i 2017 en YouTube-kanal Jaesix og en Twitter-side @Jae_Day6.
Park er laktoseintolerant og allergisk over for pollen, hvilket han har fortalt i sin vlog på YouTube.
Parks hobby er at spille badminton.
Park er gode venner med Woosung fra bandet The Rose.